# Der Wunderknabe
Der Wunderknabe (Bravissimo) ist eine italienische Filmkomödie von 1955. Alberto Sordi spielt den Hauptpart in der von Furio Scarpelli und Agenore Incrocci geschriebenen Geschichte.

## Handlung
Seit vielen Jahren bemüht sich Ubaldo bei der Schulbehörde um eine feste Anstellung als Grundschullehrer. Er fristet ein karges Leben mit Hunger und Schulden und hält sich mit Kinderhütediensten über Wasser. Bei der blonden Nachbarin Egle kommt er auch wegen seiner aufdringlichen Schnorrigkeit nicht an. Gigetto, einer der Knaben, die er hütet, wird eines Tages nicht abgeholt, weil sein Vater im Knast gelandet ist. Ubaldo versucht, Gigetto bei den einzigen bekannten Verwandten loszuwerden – zwei Onkeln, die beide den Jungen nicht bei sich aufnehmen wollen, weil das Kind kostet. Ubaldos Ärger über das ihm zur Last fallende Kind schlägt jedoch augenblicklich in Besitzanspruch um, als er dessen außergewöhnliche gesangliche Fähigkeiten entdeckt.
Als Gigettos junge Tante Rosetta, vom Vater geschickt, den Knaben abholen will, versichert er ihr, bestens für ihn zu sorgen. Er stellt ihn einem Commentatore vor, der den Jungen groß herausbringen soll, und schließt mit ihm einen lukrativen Vertrag. Sogleich leiht er sich vom Commentatore dessen Wagen und Chauffeur, um in seiner Wohnsiedlung auf sich aufmerksam zu machen. An die Schulbehörde, die ihm nun eine Stelle offeriert, verfasst er eine scharf formulierte Absage. Doch die beiden Onkeln bekommen Wind vom Wunderkind und fordern als Verwandte die Vormundschaft. Gigetto wird Zeuge des Streits und der Motive der Erwachsenen und reißt aus. Er versteckt sich im wohlhabenden Haus, in dem Tante Rosetta als Hausmädchen angestellt ist. Weil er krank ist, kommt ein Arzt, der seine enormen Mandeln rausschneidet. Ubaldos verzweifelte Suche nach dem Kind bleibt erfolglos. Die Onkeln holen ihn ab. Bei der Generalprobe bringt Gigetto keine herausragenden Töne mehr hervor. Prompt wollen die Onkeln nichts mehr von ihm wissen. Ubaldo scheucht ihn erst fort, lässt sich aber schnell erweichen und nimmt ihn bei sich auf. Den abschätzigen Brief an die Schulbehörde hat er gerade noch abfangen können und bekommt die Stelle. Zuletzt trumpft Gigetto überraschend als hochbegnadeter Klavierspieler auf. Ubaldo möchte das nicht noch einmal durchmachen und gibt ihn dem freigelassenen Vater mit.

## Kritik
Ennio Contini lobte: „Die Regie D’Amicos ist agil, flüssig und farbig; darüber hinaus weiß sie geschickt die Möglichkeiten des Stoffes zu nutzen.“, während ein Kritiker in L’Italia bemerkte, der Film „biete wenig Neues im Genre“.